# بنسولید
بنسولید (به انگلیسی: Bensulide) با فرمول شیمیایی C۱۴H۲۴NO۴PS۳ یک ترکیب شیمیایی با شناسه پاب‌کم ۱۲۹۳۲ است؛ که جرم مولی آن ۳۹۷٫۵۱۳ g/mol می‌باشد. شکل ظاهری این ترکیب، مایع بی‌رنگ یا بلورهای سفید است.